# Phascolopsis
Phascolopsis is een geslacht in de taxonomische indeling van de Sipuncula (Pindawormen).
Het geslacht behoort tot de familie Sipunculidae. Phascolopsis werd in 1950 beschreven door Fisher.

## Soort
Phascolopsis omvat de volgende soort:
- Phascolopsis gouldii